# Trattato di Kerden
Il trattato di Kerden venne concluso nel 1746 tra Impero afsharide e Impero ottomano. Esso pose fine alla guerra ottomano-persiana (1743-1746).

## Antefatti
Durante gli ultimi anni della dinastia Safavide in Persia, gli ottomani furono in grado di annettere buona parte del Caucaso e della Persia occidentale, con una serie di insurrezioni locali che gettarono l'impero nel caos. Nel frattempo, gli afghani furono in grado di annettere la regione del Khorasan. Lo scià aveva nominato Nadir, un afsharide turkmeno, quale suo nuovo comandante in capo per l'esercito. Sotto la brillante direzione di Nadir, la Persia riuscì a riottenere gran parte dei territori perduti. Dopo le vittorie, fu facile per Nadir ottenere per sé il trono. Nel 1736, Nadir Shah fondò la dinastia Afsharide che governò lo stato sino al 1796.
Nadir Shah aveva programmato di espandere ulteriormente l'Impero persiano facendolo estendere dall'Indo al Bosforo come in antichità. Dopo la riconquista dei territori iraniani, egli riuscì ad annettere anche parti dell'Impero ottomano (Anatolia orientale ed Iraq). Egli propose anche di riconciliare le due sette (mazhab) dell'islam (gli ottomani erano sunniti mentre gli iraniani erano sciiti). Egli cercò di costringere gli ottomani ad accettare gli sciiti come quinta scuola dell'Islam, ma senza successo.

## I termini del trattato
Il trattato venne siglato a Kerden (luogo presso Qazwin, in Persia). I rappresentanti convenuti furono Hasan Ali Haji (persiano) e Mustafa Nazif (ottomano) 
1. I confini tra i due paesi sarebbero stati riportati a un secolo prima, quando vennero definiti dal trattato di Zuhab del 1639. (più o meno il confine attuale tra Turchia e Iran e Iran e Iraq.)
2. Gli ottomani avrebbero riconosciuto la dinastia afsharide al trono di Persia.[5]
3. Gli ottomani avrebbero permesso ai pellegrini iraniani di recarsi liberamente a La Mecca (allora sotto controllo ottomano).
4. Entrambe le parti aprivano i relativi consolati diplomatici.
5. Entrambe le parti si accordarono per liberare i prigionieri di guerra.
6. La Persia abbandonò l'idea di costringere gli ottomani a dichiarare gli sciiti quale setta legale dell'islam.